# 카롤로스 파풀리아스
카롤로스 파풀리아스(그리스어: Κάρολος Παπούλιας, 문화어: 까를로스 빠뿔리아스, 1929년 6월 4일~2021년 12월 26일)는 그리스의 정치인이다. 2005년부터 2015년까지 대통령으로 재직하였다.
이오아니나에서 태어났다. 아테네 대학교에서 법학을 전공하였고, 이탈리아 밀라노 대학교와 독일 쾰른 대학교에서 국제법을 전공한 후 박사학위를 받았다. 1974년 범그리스 사회주의 운동 창당에 참여하였고, 1977년 이 당 소속으로 국회의원에 당선되었다. 안드레아스 파판드레우의 측근으로 파판드레우 정권 시절인 1985년~1989년, 1993년~1996년 두 차례 외무장관을 지냈다. 2004년 안드레아스 파판드레우의 아들로 범그리스 사회주의 운동의 총재인 요르요스 파판드레우의 추대로 대통령 후보로 지명되었으며, 2005년 의회에서 간선으로 5년 임기의 대통령에 선출되어 2015년 3월 13일까지 재직하였다.

## 역대 선거 결과
| 선거명      | 직책명          | 대수 | 정당                   | 득표율 | 득표수 | 결과 | 당락 |
| ----------- | --------------- | ---- | ---------------------- | ------ | ------ | ---- | ---- |
| 2005년 선거 | 그리스의 대통령 | 7대  | 범그리스 사회주의 운동 | 94.26% | 279표  | 1위  |      |
| 2010년 선거 | 그리스의 대통령 | 7대  | 범그리스 사회주의 운동 | 88.67% | 266표  | 1위  |      |